# Curio citriformis
 (novembre 2023).
Espèce
Synonymes
- Senecio citriformisis

Curio citriformis, syn. Senecio citriformisis, également connue sous le nom de String of Tears, est une plante succulente rampante de la famille des Asteraceae originaire d'Afrique du Sud qui pousse en affleurements rocheux dans les sols argileux.

## Description
C'est une plante grimpante avec des feuilles cireuses et nervurées orientées perpendiculairement, fusiformes et petites, dont les contours ressembleraient un peu à un citron. Curio citriformis est similaire en apparence, en plus d'être étroitement lié, à Curio herreanus. Cette plante succulente a des racines molles qui ne peuvent pas pénétrer en profondeur. Les fleurs sont blanches en forme de trompette et sentent la cannelle. Les espèces panachées de String of Tears ont des feuilles présentant du vert clair et du vert foncé. Cette plante préfère la lumière indirecte du soleil ou la mi-ombre. Un sol sableux avec irrigation une fois par semaine est idéal. La plante peut être multipliée par boutures ou divisions de tiges au printemps et en été.

## Systématique
Le nom correct complet (avec auteur) de ce taxon est Curio citriformis (G.D.Rowley) P.V.Heath.
L'espèce a été initialement classée dans le genre Senecio sous le basionyme Senecio citriformis G.D.Rowley.